# 誘惑 (甲斐バンドのアルバム)
『誘惑』（ゆうわく）は1978年にリリースされた、甲斐バンドの5作目のオリジナル・アルバム。

## 概要
LP時のA面はロック調の速い曲、B面はスローな曲と構成が分けられている。
発売当初は、女性のものと思われる左手の指先に蝶が止まった青白いトーンのジャケットで、不気味さを感じさせるものであった。不吉な出来事が相次いだこともあり、壁に貼られたメンバー4人のポスターというジャケットに改められ、CD化の際も後者のジャケットが使用されていた。
なお、2007年のリマスター紙ジャケット仕様によるCD再発に合わせて、初めてオリジナル・ジャケットが復刻された。

## 収録曲

### オリジナル / アナログ盤
| 全作詞・作曲・編曲: 甲斐よしひろ。 |                               |              |              |      |
| #                                  | タイトル                      | 作詞         | 作曲・編曲   | 時間 |
| 1.                                 | 「カーテン」                  | 甲斐よしひろ | 甲斐よしひろ | 3:56 |
| 2.                                 | 「ちんぴら」(Strings: 福井峻) | 甲斐よしひろ | 甲斐よしひろ | 4:12 |
| 3.                                 | 「悲しき愛奴 (サーファー)」   | 甲斐よしひろ | 甲斐よしひろ | 2:47 |
| 4.                                 | 「からくり」                  | 甲斐よしひろ | 甲斐よしひろ | 3:05 |
| 5.                                 | 「翼あるもの」                | 甲斐よしひろ | 甲斐よしひろ | 4:49 |
| 合計時間:                          | 合計時間:                     | 18:49        |              |      |

| 全作詞・作曲・編曲: 甲斐よしひろ（特記以外）。 |                                                                       |                          |                          |      |
| #                                              | タイトル                                                              | 作詞                     | 作曲・編曲               | 時間 |
| 1.                                             | 「嵐の季節」                                                          | 甲斐よしひろ（特記以外） | 甲斐よしひろ（特記以外） | 5:19 |
| 2.                                             | 「バランタインの日々」(作詞: 松藤英男、甲斐よしひろ / 作曲: 松藤英男) | 甲斐よしひろ（特記以外） | 甲斐よしひろ（特記以外） | 2:12 |
| 3.                                             | 「二色の灯」                                                          | 甲斐よしひろ（特記以外） | 甲斐よしひろ（特記以外） | 3:53 |
| 4.                                             | 「シネマ・クラブ」(Strings: 乾裕樹)                                   | 甲斐よしひろ（特記以外） | 甲斐よしひろ（特記以外） | 6:31 |
| 5.                                             | 「LADY」(Strings: 乾裕樹)                                             | 甲斐よしひろ（特記以外） | 甲斐よしひろ（特記以外） | 4:39 |
| 合計時間:                                      | 合計時間:                                                             | 22:34                    |                          |      |

### 2007年盤
| 全作詞・作曲・編曲: 甲斐よしひろ（#11、作詞: 長岡和弘 / 作曲: 松藤英男）。 |                                                                       |                                                      |                                                      |      |
| #                                                                          | タイトル                                                              | 作詞                                                 | 作曲・編曲                                           | 時間 |
| 1.                                                                         | 「カーテン」                                                          | 甲斐よしひろ（#11、作詞: 長岡和弘 / 作曲: 松藤英男） | 甲斐よしひろ（#11、作詞: 長岡和弘 / 作曲: 松藤英男） | 3:56 |
| 2.                                                                         | 「ちんぴら」(Strings: 福井峻)                                         | 甲斐よしひろ（#11、作詞: 長岡和弘 / 作曲: 松藤英男） | 甲斐よしひろ（#11、作詞: 長岡和弘 / 作曲: 松藤英男） | 4:12 |
| 3.                                                                         | 「悲しき愛奴 (サーファー)」                                           | 甲斐よしひろ（#11、作詞: 長岡和弘 / 作曲: 松藤英男） | 甲斐よしひろ（#11、作詞: 長岡和弘 / 作曲: 松藤英男） | 2:47 |
| 4.                                                                         | 「からくり」                                                          | 甲斐よしひろ（#11、作詞: 長岡和弘 / 作曲: 松藤英男） | 甲斐よしひろ（#11、作詞: 長岡和弘 / 作曲: 松藤英男） | 3:05 |
| 5.                                                                         | 「翼あるもの」                                                        | 甲斐よしひろ（#11、作詞: 長岡和弘 / 作曲: 松藤英男） | 甲斐よしひろ（#11、作詞: 長岡和弘 / 作曲: 松藤英男） | 4:49 |
| 6.                                                                         | 「嵐の季節」                                                          | 甲斐よしひろ（#11、作詞: 長岡和弘 / 作曲: 松藤英男） | 甲斐よしひろ（#11、作詞: 長岡和弘 / 作曲: 松藤英男） | 5:19 |
| 7.                                                                         | 「バランタインの日々」(作詞: 松藤英男、甲斐よしひろ / 作曲: 松藤英男) | 甲斐よしひろ（#11、作詞: 長岡和弘 / 作曲: 松藤英男） | 甲斐よしひろ（#11、作詞: 長岡和弘 / 作曲: 松藤英男） | 2:12 |
| 8.                                                                         | 「二色の灯」                                                          | 甲斐よしひろ（#11、作詞: 長岡和弘 / 作曲: 松藤英男） | 甲斐よしひろ（#11、作詞: 長岡和弘 / 作曲: 松藤英男） | 3:53 |
| 9.                                                                         | 「シネマ・クラブ」(Strings: 乾裕樹)                                   | 甲斐よしひろ（#11、作詞: 長岡和弘 / 作曲: 松藤英男） | 甲斐よしひろ（#11、作詞: 長岡和弘 / 作曲: 松藤英男） | 6:31 |
| 10.                                                                        | 「LADY」(Strings: 乾裕樹)                                             | 甲斐よしひろ（#11、作詞: 長岡和弘 / 作曲: 松藤英男） | 甲斐よしひろ（#11、作詞: 長岡和弘 / 作曲: 松藤英男） | 4:39 |
| 11.                                                                        | 「汽笛の響き」(Bonus Track)                                           | 甲斐よしひろ（#11、作詞: 長岡和弘 / 作曲: 松藤英男） | 甲斐よしひろ（#11、作詞: 長岡和弘 / 作曲: 松藤英男） | 2:33 |
| 12.                                                                        | 「翼あるもの (TV MIX)」(Bonus Track)                                  | 甲斐よしひろ（#11、作詞: 長岡和弘 / 作曲: 松藤英男） | 甲斐よしひろ（#11、作詞: 長岡和弘 / 作曲: 松藤英男） | 4:47 |
| 合計時間:                                                                  | 合計時間:                                                             | 48:43                                                |                                                      |      |

### 解説
「翼あるもの」
1980年、とある記憶喪失の男性が治療中にこの歌を聞き、記憶を取り戻したと言う逸話がある。

## 参加ミュージシャン
| - Drums：松藤英男 - Bass：長岡和弘 - Guitars, Flat Mandolin：大森信和 - Vocal, A.Guitar, Mouth Harp：甲斐よしひろ | - E.Guitar(Side-A #1-#4), Bass(Side-B #3)：田中一郎 - Keyboards, Mini and Poli-Moog：板倉雅一 - Keyboards：西本明, 乾裕樹 |